# Stolbro
Stolbro er en Landsby, bygget om omkring landevejen, med ca. 150 indbyggere (heraf ca. 30 børn) fordelt på omkring 70 husstande, 2 km vest for Guderup på øen Als. Landbymiljøet er på trods af nutidens forandringer stadig bevaret den oprindelige blanding af erhverv, landbrug og boliger. I nutiden er der foruden landbrug, en vognmandsforretning, en entreprenørvirksomhed og en maskinstation.
Stolbrolykke, der oprindelig blev bebygget med udflyttergårde fra Stolbro, danner nu rammen om den landbrugsproduktion, der af miljøhensyn ikke kan ske inde i selve landsbyen.
Bylauget har etableret en legeplads med legetårn med rutsjebane, sandkasse, gynger og flere klatremuligheder. Ved Stolbro Strand ca. 3 km vest for Stolbro er der en grillplads. Om sommeren er der udlagt en badebro, og færdsel på broen er på eget ansvar.
I naturskønne omgivelser ved Lillenor ca. 3 km nordvest for Stolbro ligger en af Stolbro og Stolbroløkkes ældste bebyggelser. Det gamle bindingsværkshus har oprindelig været en fiskerhytte. Efter den store oversvømmelse i 1872, flyttede den sidste fiskerfamilie. Huset blev renoveret i 2012.

## Historie
Stolbro kan føres tilbage til 1500-tallet, men fund fra stenalderen vidner om, at stedet har været beboet i flere tusind år.
Yderst på Stolbro Lykke, parallelt med stranden ved Stolbro Næs, fandt museumsinspektør Jens Raben, Sønderborg (1880-1960) fra 1938 til 1948, resterne af fire skibssætninger. Øst for skibssætningerne, lidt højere i terrænet, anes tre små gravhøje omgivet af en krans af sten. Tre af dem var i en tilstand så man kunne fastsætte det meste af deres størrelse.
- A: Længde ca. 17 m; bredde ca. 6,0 m; bevarede sten: 40
- B: Længde ca.14 m; bredde ca. 5,0 m; bevarede sten: 9
- C: Længde ca. 12 m; bredde ca. 4,5 m; bevarede sten: I 1948 formodentlig 10
- D: Kun fire sten er bevaret.

Skibssætning C blev i 1960 undersøgt af Peter Vilhelm Glob, som fastlagte standsporene af 45 sten. I skibssætningen befandt der sig en kvadratmeter stor bålplads med ca 35 gram brændte knogler, som ikke kunne bestemmes. Denne form for grav, med kun en brandplet, er typisk for 600-800-tallet. Genstande fundet i den udgravede rundhøj peger på samme periode. I dag er kun den udgravede skibssætning samt de tre rundhøje synlige i terrænet.
Omkring 1750 bestod Stolbro af selvejergårde, fæstegårde, kådnere, indsiddere, smed og hjulmager. En kådner var den tids husmand og havde ca. 1 til 5 tønde land. De fleste bønder i Stolbro var underlagt Kronen, men i 1770 var der kun to fæstegårde, som var underlagt Hjortspring len. Efter 1770 blev landsbyfællesskabet ophævet og bondebrugene blev selvstændige driftsenheder.
1834 byggede gårdejer Laurids Jørgensen (1780-1868) en 400 m² stor typisk alsisk bindingsværkslade på Stolbro Gade 21. 1985 købte Svend Ove Petersen gårdens bygninger. Laden var bevaringsværdig. 1989 fik foreningen Bygnings- og landskabskultur på Nordals overdraget den 400 m² stor bindingsværkslade. Laden er en typisk alsisk bindingsværkslade. 1992 blev laden genopført ved siden af Alsingergården i Svenstrup. Den vinkelbyggede bygning i 2 og 3 tavles højde er dateret på to dørkarme.
Omkring 1900 var der en købmand, skomager, bødker, smed, hjulmager og en hjemmeslagter. Stolbro havde også sit eget brandvæsen, og senere kom der en bager og skrædder.
1908 etablerede Peter Hansen Schmidt (1883-1940) en købmandsforretning på Stolbro Gade 13. 1921 fik han et dansk næringsbrev til at drive en købmandshandel uden stærke drikke. 1941 købte Jens Christiansen Fogt (1918-1994) huset og fortsatte med købmandsforretningen indtil 1992.
1912 blev skolen bygget. Skolestuen lå i den vestlige ende, og antallet af elever kunne variere fra 20 til 30 børn. Skolen blev nedlagt i 1961.
Den 17. september 2011 blev der i Stolbro opsat en granit-skulptur skabt af Claus Nydal (1962-2014). Skulpturen blev afsløret af den daværende borgmester A.P. Hansen.